# Larrys Mabiala
Pour les articles homonymes, voir Mabiala (homonymie).
Larrys Mabiala, né le 8 octobre 1987 à Montfermeil, est un footballeur international congolais jouant au poste de défenseur central avec les Timbers de Portland, en MLS.

## Carrière

### Paris Saint-Germain
Passé par le centre de formation du PSG, il fait ses débuts avec le groupe professionnel à l'occasion du seizième de finale de la Coupe de la Ligue contre Lorient au Parc des Princes le 20 juin 2006. Il signe son premier contrat professionnel presque dans la foulée en novembre 2006 alors qu'il était blessé pour une durée indéterminée (les médecins du club ne connaissaient pas l'exactitude de sa blessure[réf. nécessaire]). Il revient finalement de blessure en février 2007 sous les ordres de Paul Le Guen, alors qu'il avait signé son contrat professionnel sous l'ère Guy Lacombe.
Après quelques semaines d'entraînement seulement, l'entraîneur décide de l'aligner d'entrée lors des huitièmes de finale aller de la coupe de l'UEFA à Lisbonne contre le Benfica. En manque de compétition après quatre mois sans entrainement, il est logiquement en difficulté face à un Simão.
Il est appelé pour la première fois en équipe de France espoir par René Girard en vue des matchs contre le Danemark et la Norvège les 23 et 27 mars 2007. Lors de ce deuxième match, il obtient sa première cape tricolore en évoluant à son poste de prédilection de défenseur central (défaite 1-0).
Afin de bénéficier de plus de temps de jeu, il est prêté lors de la saison 2007-2008 à Plymouth (Championship), mais son expérience anglaise tourne court puisqu'il se blesse au genou la veille du premier match de championnat auquel il devait participer. Le staff médical souhaite alors qu'il se fasse opérer mais en concertation avec le médecin du PSG, il décide de refuser et suit des traitements et une rééducation en France. Pendant sa convalescence parisienne, l'entraîneur de Plymouth Ian Holloway part à Leicester City. Il est remplacé par Paul Sturrock, qui ne connait pas et décide d'abord de mettre un terme à son prêt. Mabiala rejoint alors l'effectif à l'entraînement et joue deux matchs avec l'équipe réserve qui font se raviser le manager, qui souhaite finalement le garder. Vexé Mabiala décide toutefois de retourner à Paris[réf. nécessaire]. Il est libéré de son contrat le 20 décembre 2007 et n'aura disputé aucun match avec l'équipe première.
Le 5 février 2008, il accepte de jouer avec son pays d'origine, la République démocratique du Congo, contre l'équipe de France A'.
Le 20 mars 2009, il est titulaire pour la première fois en championnat avec le PSG lors de la 29e journée contre le Toulouse FC pour une lourde défaite (1-4), au cours de laquelle il est l'unique buteur parisien. Il sera reconduit lors de la 30e journée contre l'OGC Nice pour une victoire cette fois (2-1). Il dispute également plusieurs fins de matchs en Coupe de l'UEFA.

### OGC Nice
Faisant face à une lourde concurrence à son poste, il refuse une prolongation de contrat offerte pas le PSG et s'engage en juin 2009 avec l'OGC Nice pour une durée de quatre ans. À Nice, où il évolue à tous les postes de la défense d'arrière droit à arrière gauche sans vraiment jouer défenseur central plus de deux matchs d'affilée, il fait partie de l'une des pires défenses du championnat avec vingt buts encaissés sur les neuf premières journées de championnat.
Il reste cependant un titulaire régulier jusqu'au 20 décembre 2009 où il connait sa première blessure au genou droit à la suite d'un contact avec Danijel Ljuboja. Sous les ordres de Didier Ollé-Nicolle, il dispute sa saison la plus aboutie en France avec vingt apparitions toutes compétitions confondues. Sa progression y sera ensuite entravée par de multiples blessures qui ne lui permettront jamais de s'imposer sur le long terme, ne prenant part qu'à dix-sept matchs de championnat sur les saisons 2010-2011 et 2011-2012.

### Karabükspor
Une nouvelle fois en quête de temps jeu, il quitte la Côte d'Azur pour la Turquie le 6 janvier 2012. Il s'engage alors pour deux ans et demi avec le club turc de Karabükspor, un pari risqué car à cette époque le club est avant-dernier avec onze points de retard sur le premier non-relégable et vingt et un matchs restants à jouer. Lors de sa première apparition sur le terrain, il distribue sa première passe décisive sous ses nouvelles couleurs après seulement quinze minutes de jeu, d'une superbe diagonale pour son attaquant qui se retrouve seul face au gardien. Karabükspor finit par se maintenir en terminant avec 44 points et se fait éliminer de la coupe de Turquie en demi-finale par le futur vainqueur Fenerbahçe. Il est un grand artisan de la belle deuxième partie de saison de Karabükspor, ayant disputé chacun des matchs de l'équipe et finissant à plusieurs reprises dans les équipes type de fin de semaine. Il conclut cette deuxième partie de saison par deux buts et une passe décisive.
La saison suivante, le club est confiant en ses capacités à rapidement se maintenir et accrocher une des places européennes mais elle s'avèrera cauchemardesque et le club se maintient finalement lors de la dernière journée grâce à une victoire sur le fil face à Fenerbahçe.
Sa troisième saison est plus aboutie car il confirme enfin les attentes placées en lui. Ayant plus de responsabilités, il s'affirme comme un leader et récupère le brassard de capitaine à plusieurs reprises. Karabükspor termine troisième meilleure défense du championnat et Mabiala parvient à se hisser dans l'équipe type de la saison. Avec une septième place, le club se qualifie pour la Ligue Europa.
Lors de la saison 2014-2015, il est désigné premier capitaine de l'équipe par son entraineur Tolunay Kafkas. Durant la saison, il goûte à nouveau aux matchs européens six ans après son expérience parisienne. Malheureusement, son club est alors relégué en seconde division. Il y aura connu des saisons pleines, disputant 104 matchs de championnat en trois ans et demi et s'affirmant comme un véritable leader.
En fin de contrat, le joueur part renforcer le promu Kayserispor.

### Kayserispor
Élément fort de l'effectif dès les premiers matchs grâce à son expérience et sa connaissance du championnat, il y prend le brassard à quelque reprises lors de cette même première saison durant laquelle l'objectif de maintien est là aussi assuré lors de l'avant dernière journée du championnat. Il sera désigné de nouveau premier capitaine de l'équipe pour la saison 2016-2017 au cours de laquelle il réalise également de très belles performances, surtout après la trêve hivernale. Le club est alors dans une situation financière très compliquée, sans président pendant un mois, les salaires sont impayés et les résultats compliqués, car le club pointait avant-dernier à la trêve[réf. nécessaire].
Il jouera un grand rôle dans l'opération maintien en inscrivant trois buts et délivrant une passe décisive dans des matchs très importants. Il apparait également à plusieurs reprises dans les équipes type de la semaine. Au cours de ces deux années, il voit des éléments de Ligue 1 le rejoindre dont Ali Ahamada (hiver 2016), Kana-Biyik, avec qui il forme la charnière centrale lors de la saison 2016-2017, ou encore Alain Traoré (été 2016). En fin de contrat il décide alors de partir vers un nouveau championnat.

### Départ pour la MLS
Le 26 juin 2017, après plus de cinq ans en Turquie, il rejoint les Timbers de Portland, en Major League Soccer. Après 99 apparitions sous le maillot de la franchise de l'Oregon, il signe une prolongation de contrat de plusieurs années le 12 janvier 2021.

## Statistiques
| Saison                | Club                      | Championnat           | Championnat | Championnat | Coupe nationale | Coupe nationale | Coupe de la Ligue | Coupe de la Ligue | Compétition(s) continentale(s) | Compétition(s) continentale(s) | Compétition(s) continentale(s) | Séries | Séries | Total | Total |
| Saison                | Club                      | Division              | M.          | B.          | M.              | B.              | M.                | B.                | Comp.                          | M.                             | B.                             | M.     | B.     | M.    | B.    |
| 2006-2007             | Paris Saint-Germain       | Ligue 1               | -           | -           | -               | -               | 1                 | 0                 | C3                             | -                              | -                              | -      | -      | 1     | 0     |
| 2007–2008             | Plymouth Argyle FC (prêt) | Championship          | -           | -           | -               | -               | -                 | -                 | -                              | -                              | -                              | -      | -      | 0     | 0     |
| 2007-2008             | Paris Saint-Germain       | Ligue 1               | 1           | 0           | 3               | 0               | -                 | -                 | -                              | -                              | -                              | -      | -      | 4     | 0     |
| 2008-2009             | Paris Saint-Germain       | Ligue 1               | 2           | 1           | -               | -               | 1                 | 0                 | C3                             | 4                              | 0                              | -      | -      | 7     | 1     |
| Sous-total            | Sous-total                | Sous-total            | 3           | 1           | 3               | 0               | 2                 | 0                 | -                              | 4                              | 0                              | -      | -      | 12    | 1     |
| 2009-2010             | OGC Nice                  | Ligue 1               | 19          | 0           | -               | -               | 1                 | 0                 | -                              | -                              | -                              | -      | -      | 20    | 0     |
| 2010-2011             | OGC Nice                  | Ligue 1               | 9           | 0           | 2               | 0               | 1                 | 0                 | -                              | -                              | -                              | -      | -      | 12    | 0     |
| 2011-2012             | OGC Nice                  | Ligue 1               | 8           | 0           | -               | -               | 2                 | 0                 | -                              | -                              | -                              | -      | -      | 10    | 0     |
| Sous-total            | Sous-total                | Sous-total            | 36          | 0           | 2               | 0               | 4                 | 0                 | -                              | -                              | -                              | -      | -      | 42    | 0     |
| 2011-2012             | Kardemir Karabükspor      | Superlig              | 14          | 2           | 2               | 0               | -                 | -                 | -                              | -                              | -                              | -      | -      | 16    | 2     |
| 2012-2013             | Kardemir Karabükspor      | Superlig              | 29          | 0           | -               | -               | -                 | -                 | -                              | -                              | -                              | -      | -      | 29    | 0     |
| 2013-2014             | Kardemir Karabükspor      | Superlig              | 30          | 1           | 2               | 0               | -                 | -                 | -                              | -                              | -                              | -      | -      | 32    | 1     |
| 2014-2015             | Kardemir Karabükspor      | Superlig              | 31          | 0           | 3               | 0               | -                 | -                 | C3                             | 4                              | 0                              | -      | -      | 38    | 0     |
| Sous-total            | Sous-total                | Sous-total            | 104         | 3           | 7               | 0               | -                 | -                 | -                              | 4                              | 0                              | -      | -      | 115   | 3     |
| 2015-2016             | Kayserispor               | Superlig              | 30          | 1           | 4               | 0               | -                 | -                 | -                              | -                              | -                              | -      | -      | 34    | 1     |
| 2016-2017             | Kayserispor               | Superlig              | 28          | 3           | 5               | 0               | -                 | -                 | -                              | -                              | -                              | -      | -      | 33    | 3     |
| Sous-total            | Sous-total                | Sous-total            | 58          | 4           | 9               | 0               | -                 | -                 | -                              | -                              | -                              | -      | -      | 67    | 4     |
| 2017                  | Timbers de Portland       | MLS                   | 13          | 0           | -               | -               | -                 | -                 | -                              | -                              | -                              | 1      | 0      | 14    | 0     |
| 2018                  | Timbers de Portland       | MLS                   | 31          | 5           | 1               | 0               | -                 | -                 | -                              | -                              | -                              | 4      | 0      | 36    | 5     |
| 2019                  | Timbers de Portland       | MLS                   | 22          | 2           | 4               | 0               | -                 | -                 | -                              | -                              | -                              | 1      | 0      | 27    | 2     |
| 2020                  | Timbers de Portland       | MLS                   | 21          | 2           | -               | -               | -                 | -                 | -                              | -                              | -                              | 1      | 0      | 22    | 2     |
| 2021                  | Timbers de Portland       | MLS                   | 26          | 0           | 0               | 0               | -                 | -                 | LCC                            | 4                              | 0                              | 4      | 2      | 34    | 2     |
| Sous-total            | Sous-total                | Sous-total            | 113         | 9           | 5               | 0               | -                 | -                 | -                              | 4                              | 0                              | 11     | 2      | 133   | 11    |
| Total sur la carrière | Total sur la carrière     | Total sur la carrière | 314         | 17          | 26              | 0               | 6                 | 0                 | -                              | 12                             | 0                              | 11     | 2      | 369   | 19    |

## Palmarès
- Champion de France des - de 18 ans en 2006 avec le Paris SG
- Vainqueur de la Coupe de la Ligue en 2008 avec le Paris SG (n'apparaît pas sur la feuille de match lors de la finale)

## Galerie

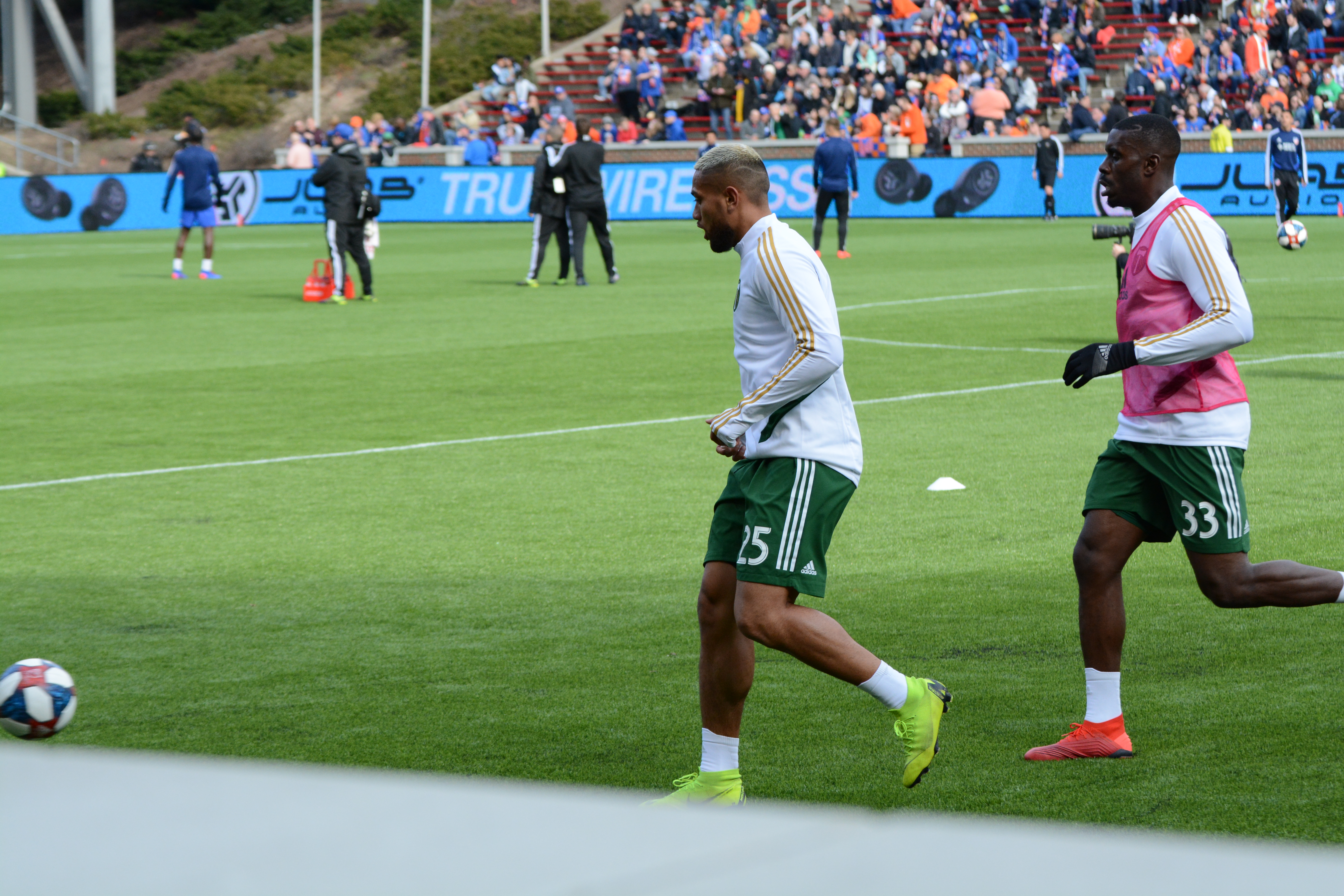
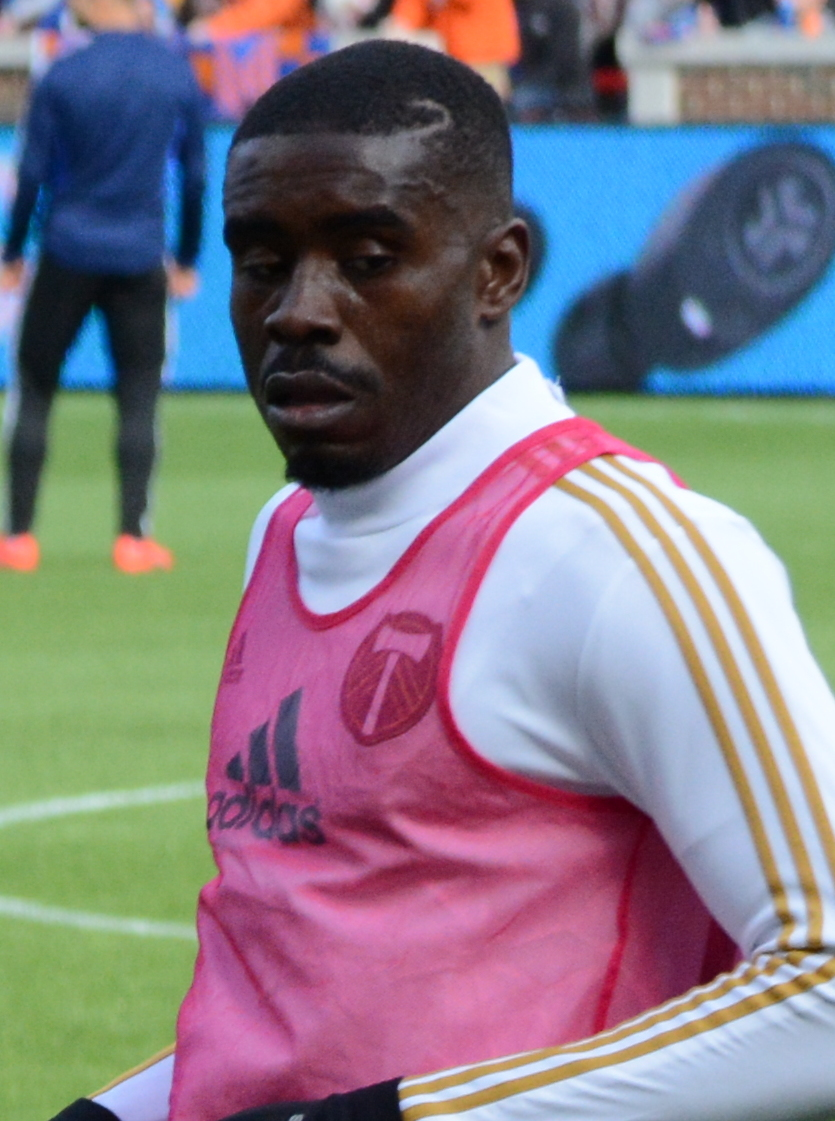
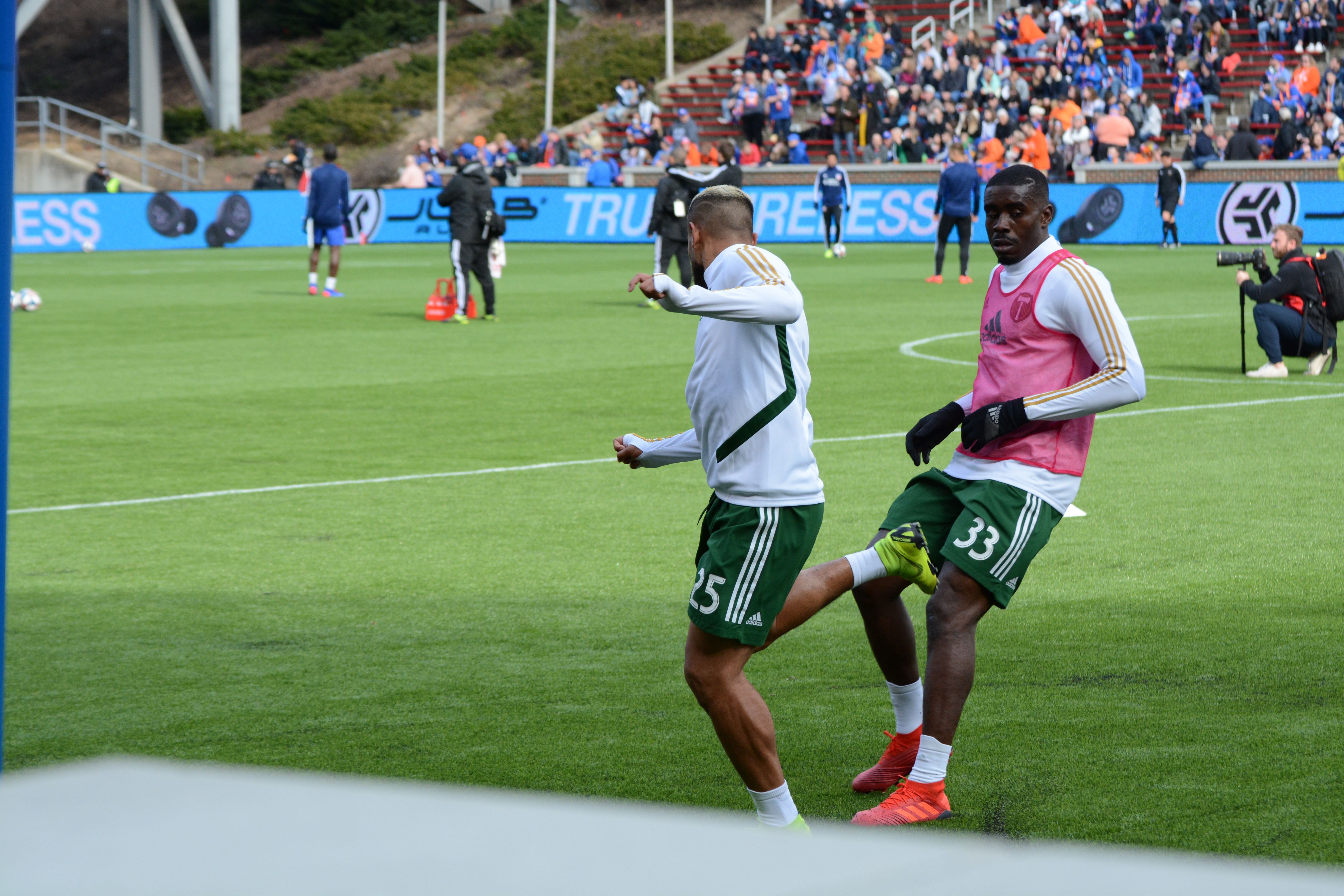
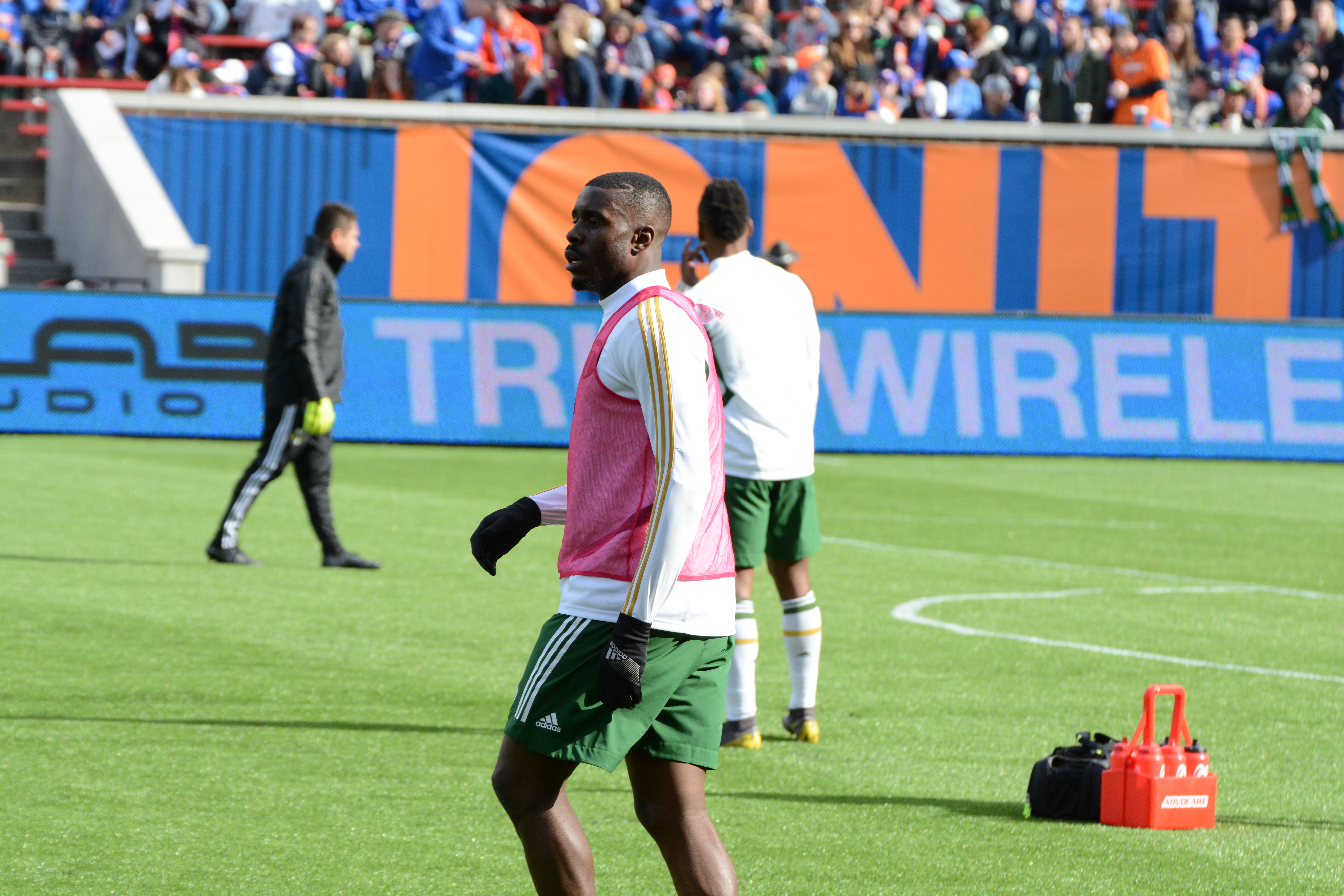
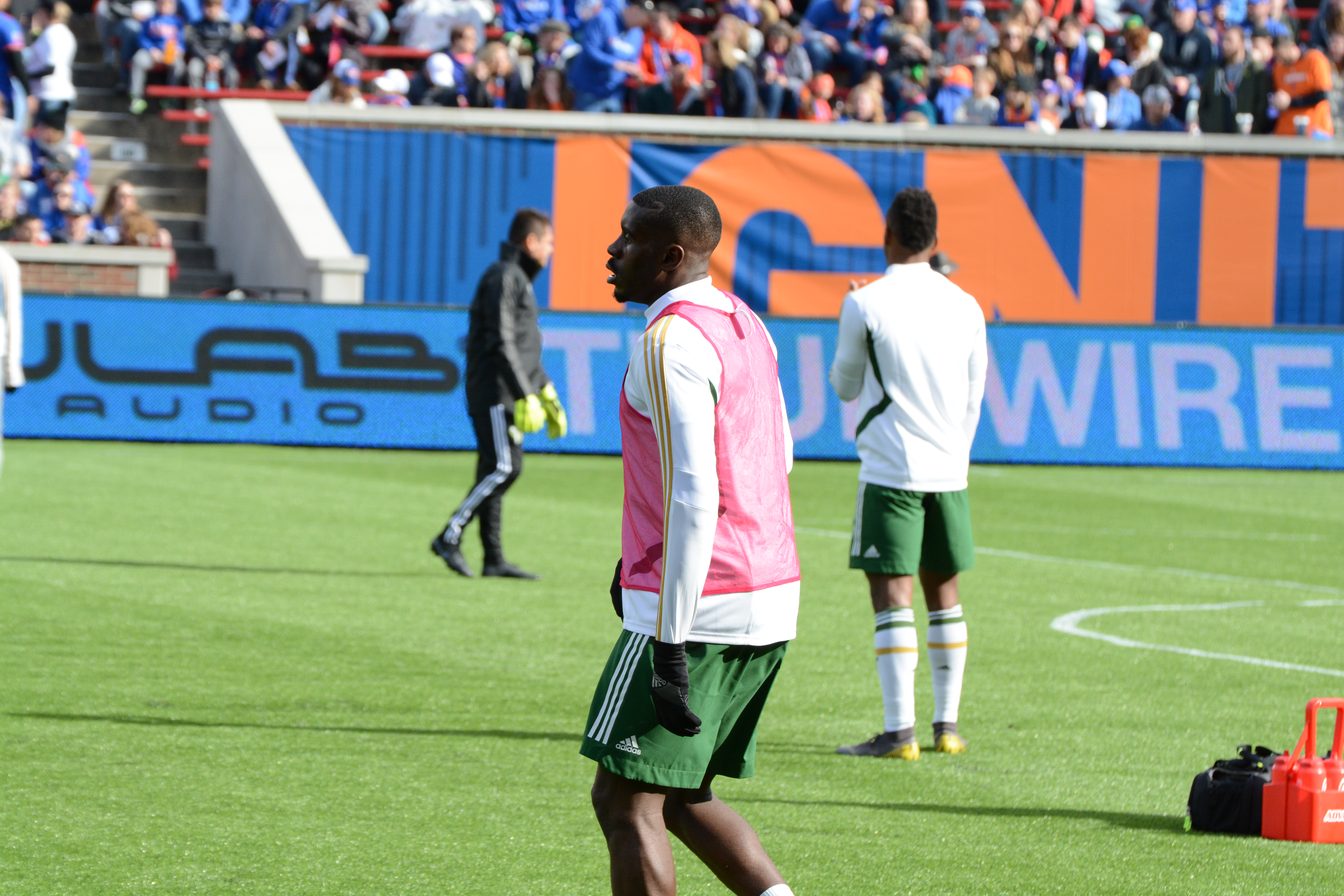
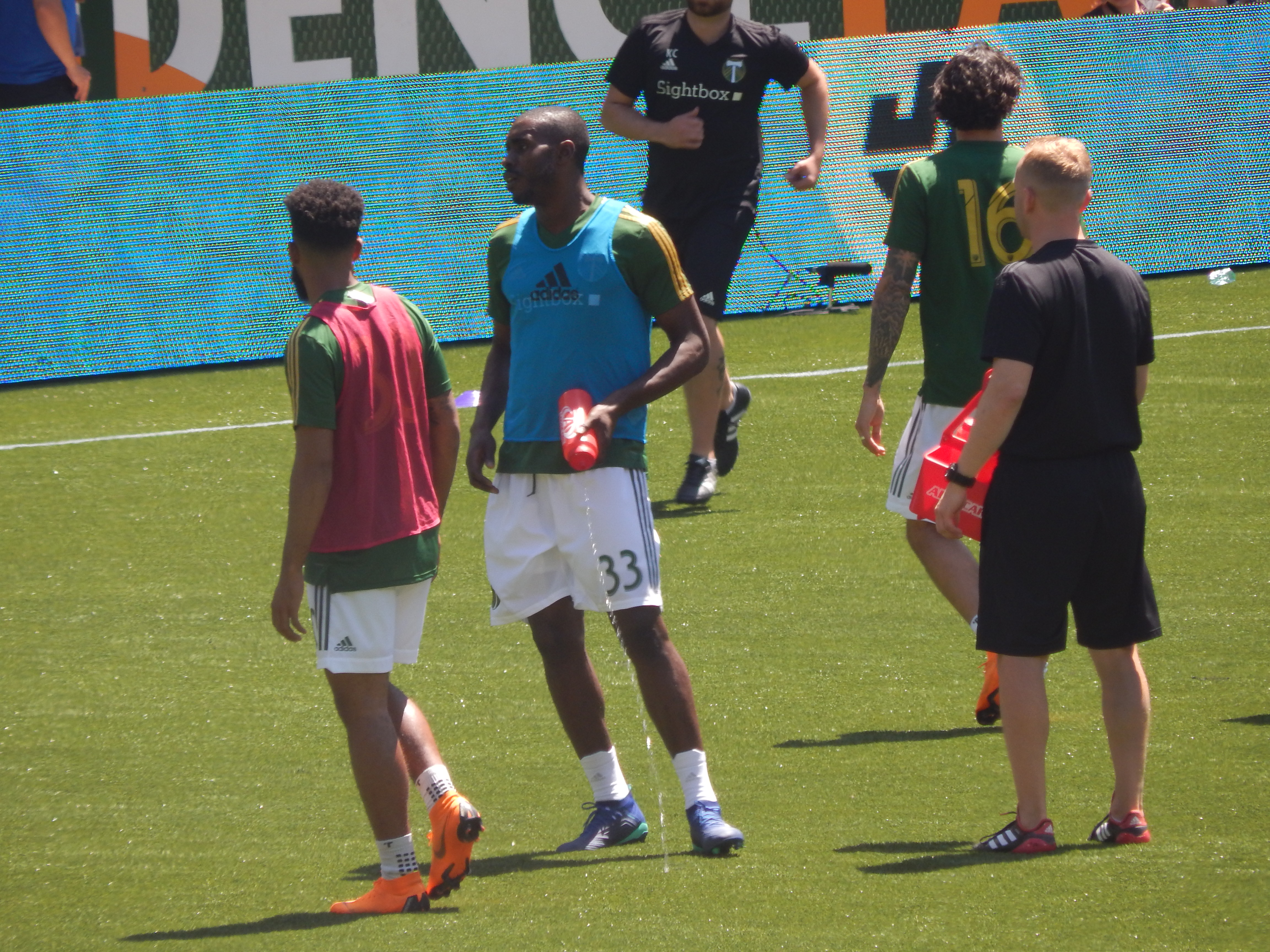
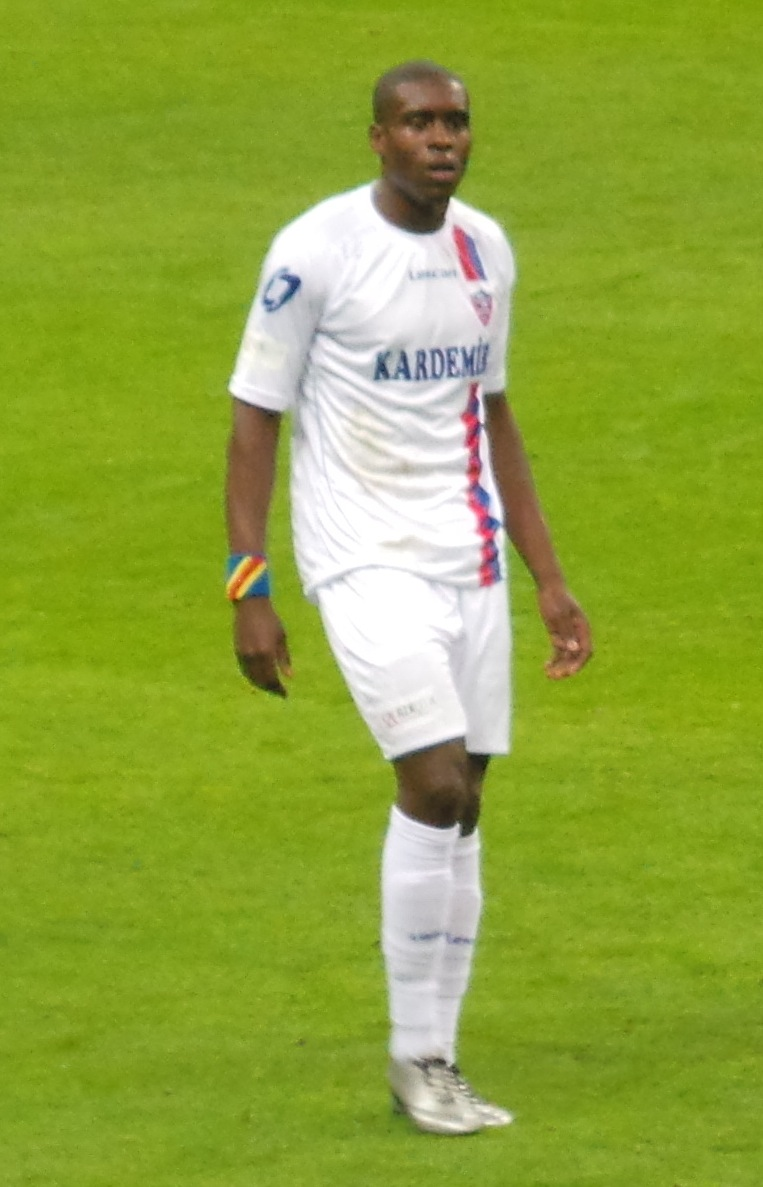